# ポトラッチ

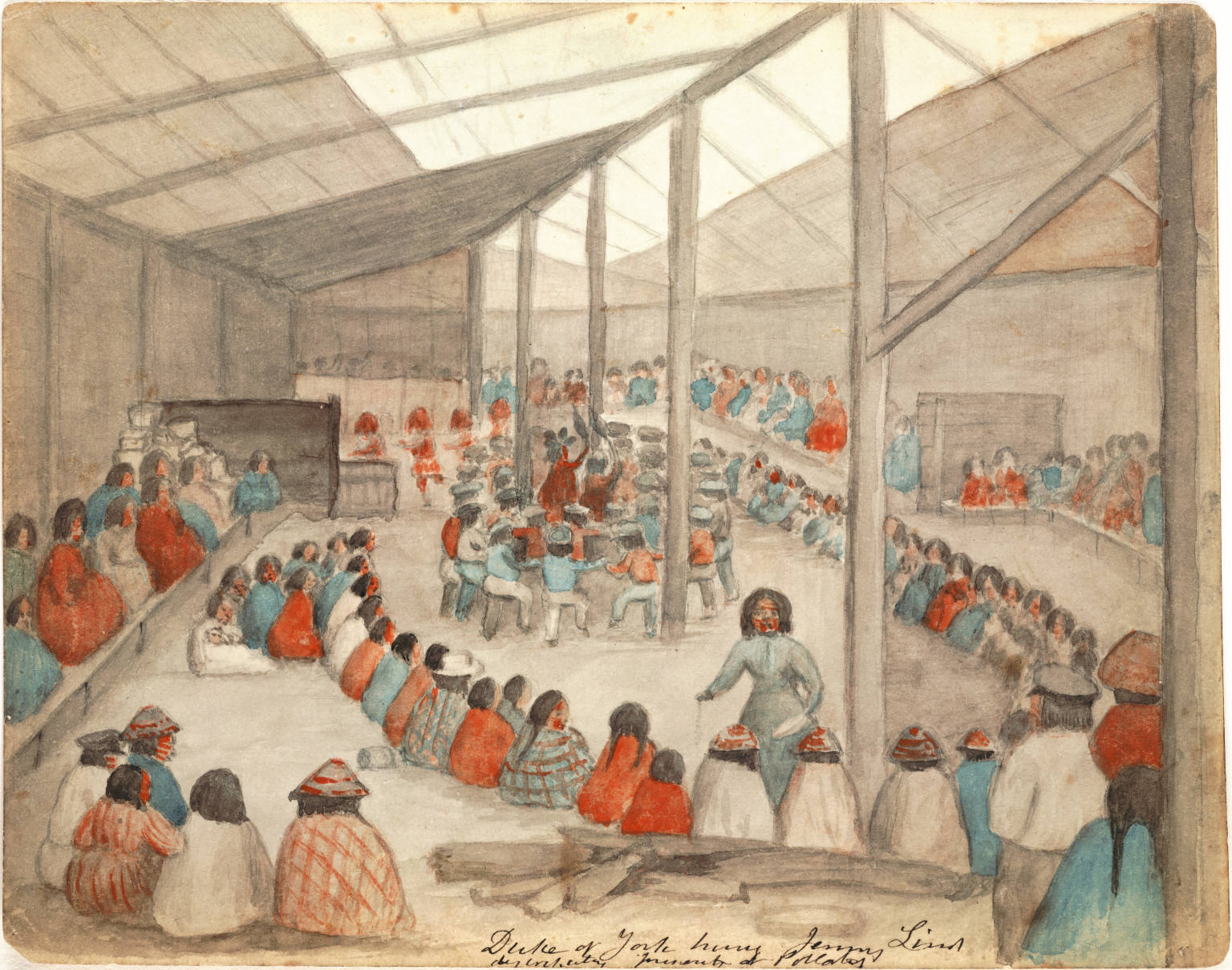
カラム族の酋長チェツェモカにより米国ワシントン州ポートタウンゼンドで催されたポトラッチ。酋長の妻の一人がポトラッチを分配している。

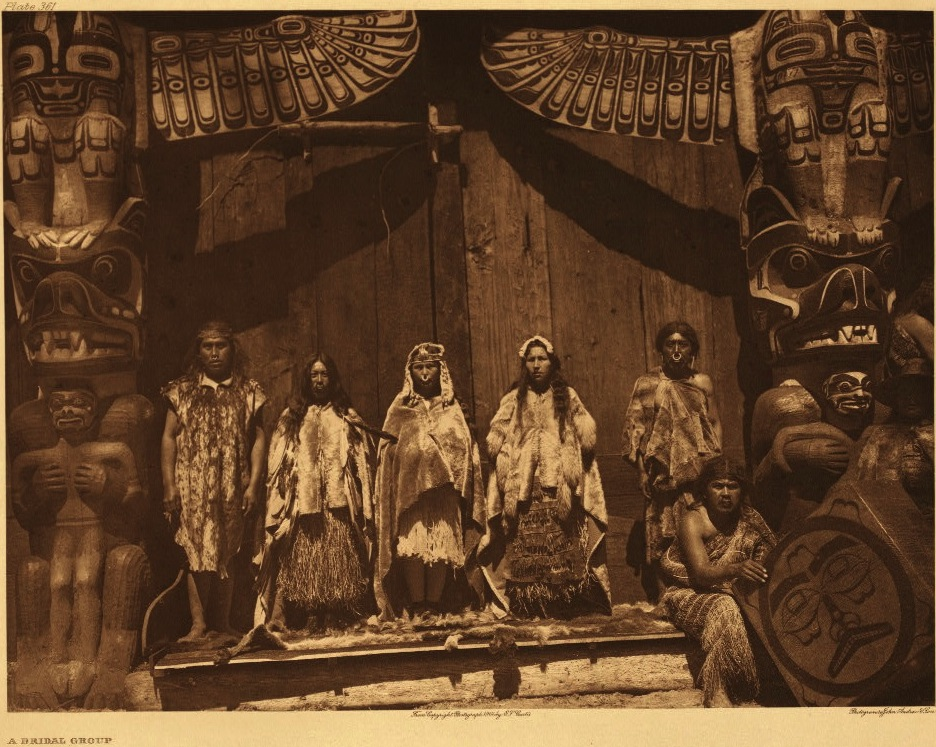
クヮクヮカワク族のポトラッチ。

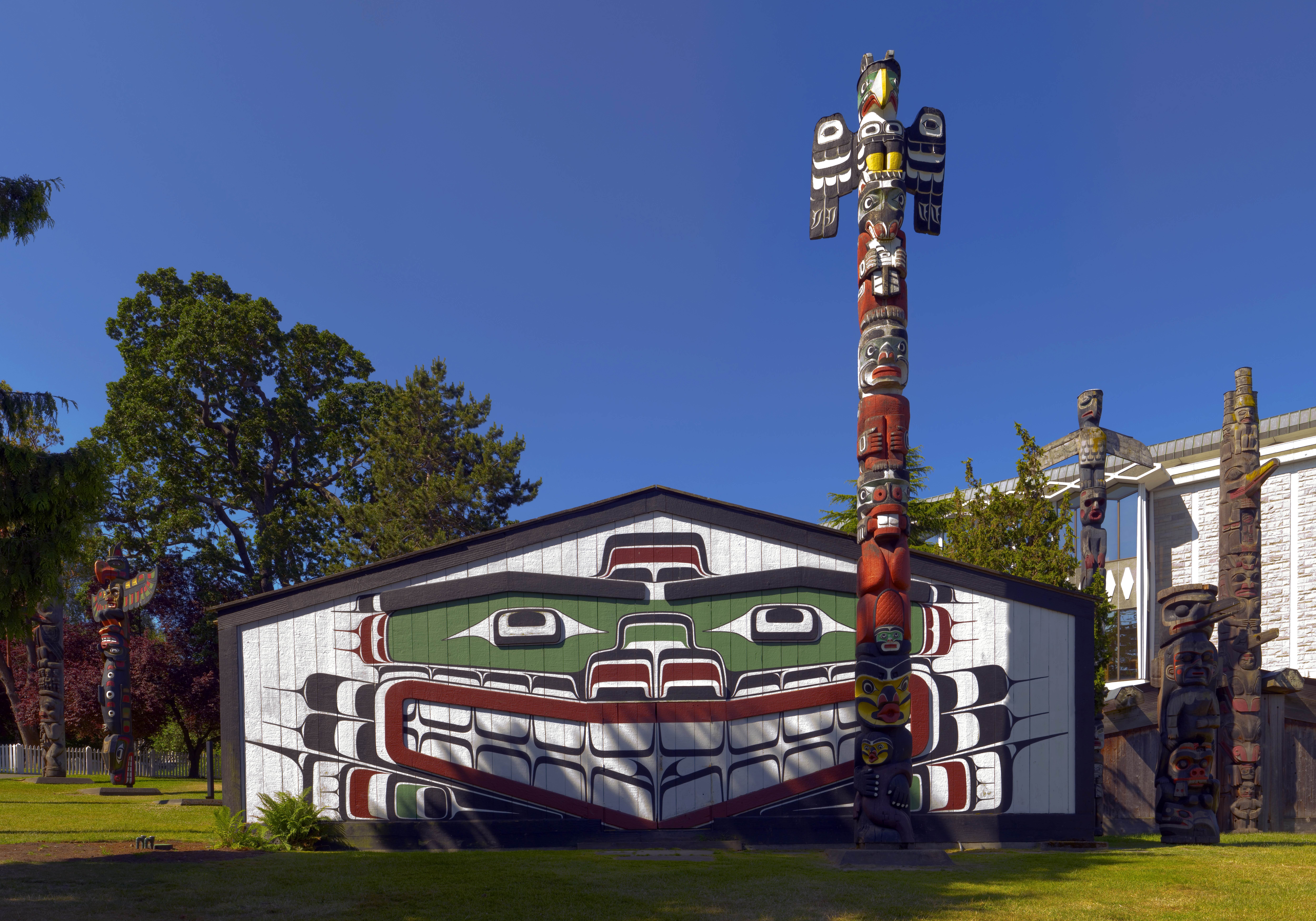
クヮクヮカワク族のマンゴ・マーティン酋長が1953年に建てたポトラッチ用ロングハウス。ブリティッシュコロンビア州ヴィクトリア。富裕層は大勢の客人を収容できるこのようなポトラッチ専用家屋を持っていた。

ポトラッチ（英語：potlatch） は、ハイダ族、ニューホーク族（Nuxalk）、トリンギット族、ツィムシャン族（Tsimshian）、ヌートカ族、クヮクヮカワク族、沿岸セイリッシュ族（Coast Salish）を含む、アメリカ合衆国およびカナダ・ブリティッシュコロンビア州の太平洋岸北西部海岸に沿って居住する先住民族によって行われる祭りの儀式である。儀式に先立っては、巨大な丸太を彫刻したトーテムポールが彫られ、これを部族員総出で立ち上げる行事が行われる。

## 概要
この言葉は、チヌーク語で「贈る」または「贈り物」を表す言葉に由来する。ポトラッチは太平洋岸北西部先住民族の重要な固有文化で、裕福な家族や部族の長が家に客を迎えて舞踊や歌唱が付随した祝宴でもてなし、物資を贈与する。ポトラッチは子供の誕生や命名、成人式、結婚式、葬式、死者の追悼などに際して催されることが多かったとされる。太平洋岸北西部先住民族の社会では、一族の地位は所有する財産の規模ではなく、ポトラッチで他人に贈与する財産の量によって高まった。ヨーロッパ人と接触する以前は、保存性の良い魚の干物あるいはそこから採取された魚油、カヌーなどが贈与され、特に裕福な者のポトラッチでは奴隷が譲与されることもあった。
ヨーロッパ人との交易が活発になると、先住民族社会における富の偏在が先鋭化し、また疫病の流行により部族内の重要な地位に空きができたことからポトラッチにも変化が起こった。食料では、干物の他に砂糖や穀粉が贈与されるようになり、毛布や金属製品、等価交換の媒体として用いられる装飾用の金属、現金までも贈与品となった。交換する物品の価値にめぐって合意せず、最終的にお互いがお互いの貴重な品を破壊し合う衝突に発展するといったような、分配された品物によるトラブルも多発した。クヮクヮカワク族などでは社会的地位をめぐりポトラッチ開催の競争が起きたとされる。
ヨーロッパ人の宣教師や政府は「ポトラッチは浪費を促し非生産的で非文明的な悪習で、文明化と布教の障害である」という大義名分を元に、カナダは1885年から1951年までの間ポトラッチの開催をインディアン法により禁止していた。アメリカ合衆国も19世紀末にポトラッチを禁止した。しかし先住民族の人口があまりに多かったため反ポトラッチ法の執行は非現実的で、罰則は次第に緩められた。今日においてポトラッチは多くの人類学者と社会学者の研究対象にもなっている。

## 文芸
- 『ポトラッチ戦史』『笑撃☆ポトラッチ大戦』（かんべむさし）コロンブスがもし東まわりで新大陸に到達し、ポトラッチを持ち帰っていたら……という歴史のifを描いたSF。『笑撃〜』は青い鳥文庫向けに長編化及びリライトしたもの。